# محوطه طاهرآباد ۱
محوطه طاهر آباد ۱ مربوط به دوران‌های تاریخی پس از اسلام است و در شهرستان بوئین‌زهرا، روستای طاهر آباد واقع شده و این اثر در تاریخ ۱۷ اسفند ۱۳۸۱ با شمارهٔ ثبت ۷۵۶۰ به‌عنوان یکی از آثار ملی ایران به ثبت رسیده است.